# Lycée André-Honnorat de Barcelonnette
Le lycée André-Honnorat est un lycée public de Barcelonnette, c’est un lycée d’enseignement général, technologique et professionnel.

## Situation
L'établissement est situé 1, rue Honnorat à Barcelonnette.

## Le nom du lycée
L'établissement porte le nom d'André Honnorat (1868-1950), homme politique français célèbre, originaire de la vallée de l'Ubaye. 

## Classement du lycée
En 2019, le lycée se classe 6e sur 8 au niveau départemental quant à la qualité d'enseignement, et 1692e au niveau national. Le classement s'établit sur trois critères : le taux de réussite au bac, la proportion d'élèves de première qui obtient le baccalauréat en ayant fait les deux dernières années de leur scolarité dans l'établissement, et la valeur ajoutée (calculée à partir de l'origine sociale des élèves, de leur âge et de leurs résultats au diplôme national du brevet).

## Histoire
Le lycée prend la suite du collège Saint-Maurice, fondé en 1646. Son recrutement s'étendait sur toute la vallée de l'Ubaye, mais allait aussi jusqu'à Seyne, Embrun, Nice et Coni.
Lors de la Seconde Guerre mondiale, 5 résistants de la vallée furent fusillés par les soldats du troisième Reich dans l'enceinte de l’établissement le 16 juin 1944 en guise de représailles de l’insurrection des FFI de l'Ubaye. Une plaque commémorative rend hommage aux soldats tombés pour la France dans l'enceinte de l’établissement.  

En 2009 il fut parmi les meilleurs lycées de France avec un taux de réussite de 100 %,, rarissime pour un lycée public.

## Évolution de l’effectif
| 2009 | 2010 | 2011 | 2012 | 2013 | 2014 |
| ---- | ---- | ---- | ---- | ---- | ---- |
| 186  | 199  | 220  | 205  | -    | -    |

## Formations proposées[8]
Seconde générale et technologique
- Littérature et société ; Méthodes et pratiques scientifiques ; Principes fondamentaux de l'économie et de la gestion ; Sciences économiques et sociales.

Première générale ou technologique
- Première ES
- Première L
- Première S sciences de la vie et de la terre

Baccalauréat général
- ES série économique et sociale (en 3 ans) :

1. Profil langues vivantes
2. Profil mathématiques appliquées
3. Profil sciences économiques et sociales

- L série littéraire (en 3 ans) :

1. Profil lettres classiques
2. Profil lettres langues
3. Profil mathématiques

- S série scientifique (en 3 ans) :

1. Profil mathématiques
2. Profil physique chimie
3. Profil sciences de la vie et de la terre

Baccalauréat binational
- ESABAC (double délivrance des baccalauréats français et italien) (en 3 ans)

## Formation en section professionnelle[9]
- Seconde professionnelle de BAC Pro : Métiers de la relation aux clients et aux usagers (en 1 an)

- BAC Pro : Vente (prospection, négociation, suivi de clientèle) (en 3 ans)